# Тоні Гок
Тоні Гок (англ. Anthony Frank «Tony» Hawk; народ. 12 травня 1968, Карлсбад, США) —американський професіональний скейтбордист.

## Кар'єра
Він є першим скейтбордистом, який виконав трюк Indy 900 (стрибок на рампі, що супроводжується обертом навколо себе на 900 градусів). Власник премії «Молодий Голлівуд» 2002 року, в номінації «ікона сучасної культури».
Тоні Гок народився в Сан-Дієго в сім'ї торговця. У дитинстві він був досить неспокійною дитиною, і його шкільний психолог встановив, що у хлопчика дуже великий потенціал агресії. З цієї причини, коли Гоку було 9 років, його брат подарував йому скейтборд. Його батько спорудив на задньому дворі рампу, в надії, що скейтбординг дасть вихід енергії Тоні. 
До 12 років юного скейтбордиста вже спонсорувала компанія Dogtown skateboards, а в віці 14 років він приєднався до професіоналів. У віці 17 років, завдяки своїм успіхам в скейтбордингу, він вже зміг купити свій перший будинок. 
Виконав епізодичну роль скейтбордиста у фільмі Поліцейська академія 4: Квартальна охорона порядку (1987), самого себе у фільмі Крутий хлопець (2002). Озвучував самого себе в мультсеріалі Сімпсони. У 2002 році знявся в епізодичній ролі у фільмі Три ікси. У 2005 виконав епізодичну роль космонавта у фільмі Королі Догтауна.
На початку 1990-х років Гок заснував «Birdhouse» - компанію з продажу скейтбордів і аксесуарів для скейтбордистів.
27 липня 1999 року на Всесвітніх екстремальних іграх (англ. X Games) Тоні Гок став першим скейтбордистом, який виконав трюк Indy 900. Він зміг здійснити вдале приземлення з 11-ї спроби. Після виконання трюку він заявив, що це був найвеличніший день у його житті. Під час екстремальних ігор 2011 року він повторив цей трюк, а потім, вже в 2016 році, у віці 48 років, він виконав цей трюк втретє, додавши, що, цілком можливо, йому це вдалося востаннє в житті.
Діяльність Гока зіграла важливу роль у розвитку скейтбордингу в 1980-х і 1990-х роках. 
Гок виграв багато професійних змагань. Відео гра «Tony Hawk's Pro Skater» стала хітом, була популярним продовженням «Pro Skater 2». Біографія Тоні Гока «Hawk: Occupation: Skateboarder» була видана в 2000 році.
Як і у Френка Сінатри, прізвиськом Гока було «The Chairman of the Board» (гра слів: основне значення — голова ради, дослівно «очільник дошки»). У 1987 році в біографії Тоні Гока була зіграна роль рознощика піци в фільмі «Gleaming the Cube».
Він настільки знаменитий, що навіть згадка про нього піднімає рейтинг рекламних акцій, пов'язаних із використанням скейтбордингу
Хоук навчався у трьох середніх школах і закінчив середню школу Торрі Пайнс у 1986 році. Він назвав Стіва Кабальєро та Крістіана Хосоя тими, хто вплинув на нього в той час.

## Сім'я
Гок одружився з Сінді Данбар в квітні 1990 року. У 1992 році у них народився син Райлі, названий так на честь одного з предків Тоні Гока. Райлі також займається скейтбордингом. Тоні Гок розлучився зі своєю першою дружиною в 1993 році.
У 1996 році Гок одружився з Ерін Лі. У них було двоє синів, Спенсер (1999) і Кіган (2001). Розлучилися вони в 2005 році.
У 2006 році Гок одружився з Лотсе Мерріам на Фіджі. У 2008 році у них народилася дочка Каденс Кловер. Пара заявила про розлучення в 2011 році.
Вчетверте Гок одружився у 2015 році з Кеті Ґудман у Лімерику в Ірландії